# Сунде

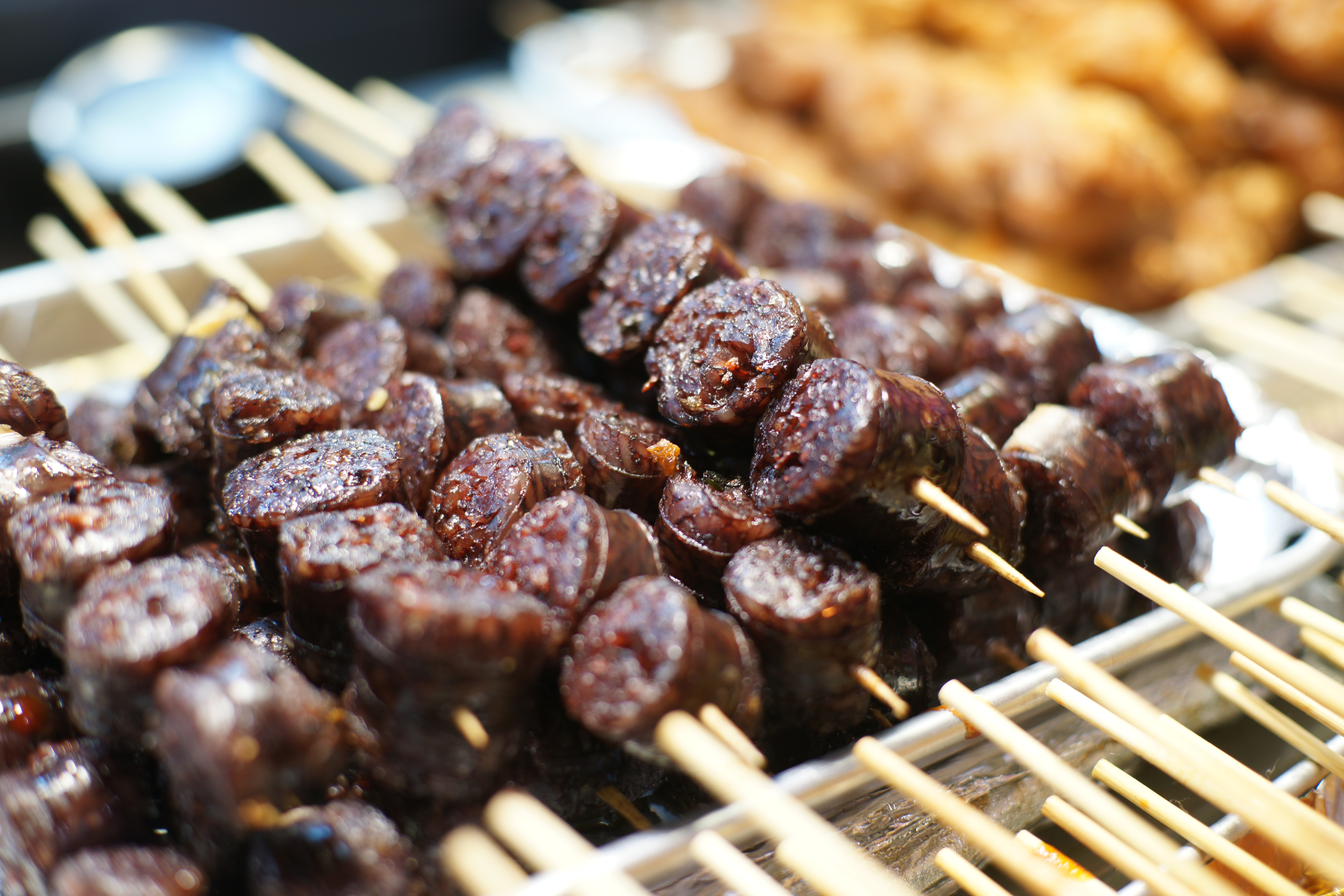

Сунде (кор. 순대) — страва корейської кухні, яка отримується шляхом варіння або паріння коров'ячої або свинячої кишки, які попередньо фаршируються різними інгредієнтами. Сунде, таким чином, являє собою свого роду кров'янку і, як вважається, може вживатися в їжу протягом досить тривалого часу. Рецепти приготування сунде можна знайти в кулінарних книгах династії Чосон, які були опубліковані у XIX столітті. Також сунде може готуватися з морепродуктів — наприклад, з кальмарів або минтая..
Найпоширенішою основою для сунде є свиняча кишка, яка фарширується місцевою локшиною, ячменем та свинячою кров'ю, хоча начинкою можуть також виступати листя перилли, зелена цибуля, ферментована соєва паста (твенджан), клейкий рис, кімчі та соя. Страва є популярною вуличною закускою як в Південній, так і в Північній Кореї. В одному з районів Сеулу є місцевість, неофіційно іменована «містом сунде», де розташовується безліч ресторанів, які спеціалізуються на приготуванні саме цієї страви.